# Laerru
Laerru (sardisk: Laèrru) er en by og en kommune (comune) i provinsen Sassari i regionen Sardinien i Italien. Byen ligger i 165 meters højde og har 906 indbyggere (2016). Kommunen har et areal på 19,85 km² og grænser til kommunerne Bulzi, Martis, Nulvi, Perfugas og Sedini.